# 6 Armia (ZSRR)
6 Armia (ros. 6-я армия) – związek operacyjny Armii Czerwonej, następnie Armii Radzieckiej.

## Historia
Po raz pierwszy została utworzona 17 września 1939 roku w Kijowskim Specjalnym Okręgu Wojskowym z Winnickiej Grupy Armijnej (formacja wielkości korpusu).
We wrześniu 1939 roku wzięła udział w agresji ZSRR na Polskę, z pozycji wyjściowych jakie zajmowała w rejonie Kupel, Sotanów, Płoskirów. 
W czerwcu 1941 Armia składała się  z 6. i 37. Korpusu Strzeleckiego (który składał się z 80., 139. i 141. Dywizji Strzeleckiej), 4. i 15. Korpusu Zmechanizowanego, 5 Korpusu Kawalerii, 4. i 6. Rejonu Umocnionego i pewnej ilości jednostek artyleryjskich i innych jednostek.  Była częścią radzieckiego Frontu Południowo-Zachodniego. Dowództwo 6 Armii zostało rozwiązane 10 sierpnia 1941 roku po bitwie pod Humaniem. W bitwie tej 6 Armia została odcięta w olbrzymim okrążeniu na południe od Kijowa razem z 12 Armią.
Została ona na nowo sformowana razem z Frontem Południowym na bazie 48 Korpusu Strzeleckiego i innych jednostek i broniła zachodniego brzegu rzeki Dniepr na północny zachód od Dniepropetrowska. 1 września 1941 roku 6 Armia składała się ze 169., 226., 230., 255., 273. i 275. Dywizji Strzeleckiej, 26. i 28. Dywizji Kawalerii, 47. (15. Dywizja Strzelecka NKWD), 269., 274. i 394. pułku artylerii, 522. i 671. pułku artylerii rezerwy Stawki, 14., 27. i 8. Dywizji Pancernej. Armia została przekazana Frontowi Południowo-Zachodniemu i wzięła udział w obronie Donbasu, oraz operacjach barwienkowsko-łozowskiej i charkowskiej. Jednakże razem z 57 Armią została otoczona w kotle izjumskim ze stratą 200 000 swoich żołnierzy i po tym rozwiązana.
W lipcu 1942 roku armia została sformowana po raz trzeci na bazie 6 Armii Rezerwowej, składając się tym razem z 45., 99., 141., 160., 174., 212., 219. i 309. Dywizji Strzeleckiej oraz 141 Brygady Strzeleckiej. Była przydzielona po kolei do frontów Woroneskiego, Południowo-Zachodniego i 3 Ukraińskiego. W styczniu 1943 roku 6 Armia przedarła się przez linie obronne dywizji Alpini włoskiej 8 Armii podczas operacji „Mały Saturn”. W styczniu 1944 roku armia brała udział w operacjach nikopolsko-krzywo rudzkiej i odeskiej oraz w zajęciu miast Bereznogowa i Snigorówka. Jednakże w czerwcu 1944 roku została ona rozwiązana ponownie i jeszcze raz sformowana w grudniu 1944 roku z połączonych oddziałów z 3 Gwardyjskiej Armii i 13 Armii. 1 stycznia 1945 roku 6 Armia składała się z 22 Korpusu Strzeleckiego (218. i 273. Dywizja Strzelecka), 74 Korpusu Strzeleckiego (181. i 309. Dywizja Strzelecka), 359 Dywizji Strzeleckiej, 77 Rejonu Umocnionego i innych jednostek wsparcia.
W 1945 roku armia wzięła udział w operacjach sandomiersko-śląskiej i dolnośląskiej. Podczas operacji dolnośląskiej w lutym 1945 roku 6 Armia zdobyła Twierdzę Wrocław (niem. Festung Breslau). Armia brała wtedy udział w operacji wrocławskiej i w czasie oblężenia Wrocławia liczyła 65 tys. żołnierzy, 1406 dział i moździerzy, 104 armaty przeciwlotnicze i 61 pojazdów pancernych.
Po zakończeniu II wojny światowej 6 Armia została wycofana z Niemiec i stacjonowała krótko w Orłowskim Okręgu Wojskowym, a następnie została rozwiązana pod koniec 1945 roku w Woroneskim Okręgu Wojskowym.
Po raz kolejny została utworzona w Leningradzkim Okręgu Wojskowym w 1960 roku, mając swoją kwaterę główną w Pietrozawodzku. W styczniu 1996 roku armia posiadała w swoim składzie 161 Brygadę Artylerii, 182 pułk artylerii rakietowej, 485 samodzielny pułk śmigłowców, 54 Dywizję Zmechanizowaną (stacjonowała ona w Alakurtti), 111 Dywizję Zmechanizowaną (stacjonowała ona w Sortowale) oraz 131 Dywizję Zmechanizowaną (stacjonowała w Peczendze). Została ostatecznie rozwiązana po rozpadzie Związku Radzieckiego w 1997–1998 roku.

## Dowództwo armii
Dowódcy:
- gen. por. Iwan Muzyczenko[9]
- gen. mjr Fiodor Charitonow (08.07.1942 – 20.12.1942)
- gen. por. Iwan Szlomin (21.05.1943 – 27.05.1944)
- gen. płk Wiaczesław Cwietajew (12.09.1944 – 28.09.1944)
- gen. mjr Fiodor Kuliszew (29.09.1944 – 06.12.1944)[10]

Szefowie sztabu:
- gen. mjr Nikołaj Iwanow (1941)[11]

## Struktura organizacyjna
Skład w 1939 roku:
- 17 Korpus Strzelecki
- 2 Korpus Kawalerii

Skład 22 czerwca 1941:
- 6 Korpus Piechoty
- 37 Korpus Piechoty
- 5 Korpus Kawalerii
- 4 Korpus Zmechanizowany
- 15 Korpus Zmechanizowany